# ديانا مورانت
ديانا مورانت (من مواليد 25 يونيو 1980، غانديا) هي سياسية إسبانية شغلت منصب وزيرة العلوم والابتكار منذ 12 يوليو 2021. شغلت منصب الأمين العام للحزب الاشتراكي لبلد فالنسيا منذ 2014 وعمدة غانديا (فالنسيا) من يونيو 2015 حتى يوليو 2021. كانت أيضًا عضوًا في الجمعية الإقليمية لمنطقة فالنسيا من يوليو 2015 إلى مايو 2017. بدأت حياتها السياسية في حزب العمال الاشتراكي الإسباني في 11 يونيو 2011.